# Adolf von Oeynhausen

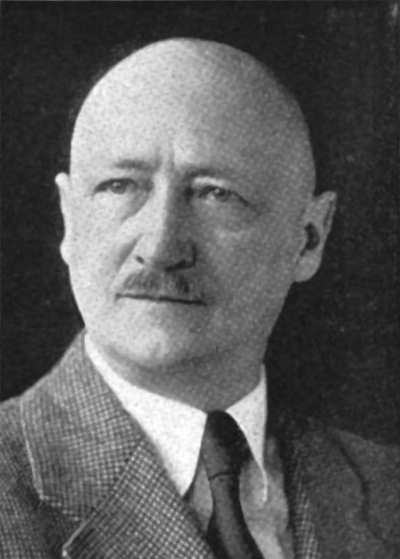
Adolf von Oeynhausen

Friedrich Adolf Karl August Roderich Freiherr von Oeynhausen (* 27. August 1877 in Holthausen, Kreis Büren; † 7. Juni 1953 auf Gut Grevenburg in Sommersell bei Nieheim) war ein deutscher Regierungsbeamter und SS-Brigadeführer.

## Leben
Adolf von Oeynhausen entstammte der westfälischen Adelsfamilie von Oeynhausen. Er war der Sohn des Börries von Oeynhausen, einem früheren Landrat des Kreises Büren. Nach seinem Abitur auf der Landesschule Pforta studierte Oeynhausen Rechts- und Staatswissenschaften an den Universitäten Lausanne, München, Berlin und Marburg. Nach dem Rechtsreferendariat betätigte er sich u. a. als Hilfsarbeiter des Vorstands der Landesversicherungsanstalt Hessen-Nassau. Während des Ersten Weltkrieges war er von 1914 bis 1917 Delegierter beim Kaiserlichen Militärinspekteur der freiwilligen Krankenpflege und leitete von 1915 bis 1919 den Ausschuss für kriegsgefangene Deutsche in Oberschlesien. Schon 1912 war er Mitglied der Finanzverwaltung geworden. Nach dem Weltkrieg stieg er zum Oberregierungsrat und zum Leiter des Finanzamtes in Hildesheim auf. 1924 fiel Oeynhausen der Personalabbauverordnung zum Opfer und wurde entlassen. Danach kümmerte er sich um die Bewirtschaftung des Familienguts Grevenburg.
Oeynhausen wurde auf Betreiben des NSDAP-Gauleiters Alfred Meyer zum 1. April 1933 kommissarisch und zum 16. Juni 1933 endgültig als Regierungspräsident ernannt, weil er als zuverlässiger Nationalsozialist galt.
Zur Zeit des Deutschen Kaiserreiches war Oeynhausen Mitglied der Deutschkonservativen Partei und gehörte von 1907 bis 1918 dem Kreistag des Kreises Höxter an. Nach Ende des Ersten Weltkrieges betätigte er sich in der Organisation Escherich und dem Westfalenbund. Danach war er Mitglied der DNVP und später deren paramilitärischer Organisation Stahlhelm. Zum 1. September 1931 trat er der NSDAP bei (Mitgliedsnummer 623.499). Später war er u. a. Gaufachberater für Beamtenfragen. Er war Mitglied im Bund Nationalsozialistischer Deutscher Juristen (BNSDJ), der NSV und des Reichskolonialbundes. Des Weiteren war er förderndes Mitglied der SS, trat am 9. November 1937 der SS bei (SS-Nummer 289.217) und wurde sogleich Sturmbannführer. Er erreichte Ende Januar 1941 den Rang eines SS-Brigadeführers. Von 1933 bis 1943 war Oeynhausen Regierungspräsident des preußischen Regierungsbezirks Minden in der Provinz Westfalen. 1943 schied er aus dem Staatsdienst aus, da es zunehmend zu Differenzen mit dem NSDAP-Gauleiter Alfred Meyer gekommen war, die auch durch Oeynhausens Haltung in Kirchenfragen ausgelöst wurden. Meyer sorgte für eine ehrenvolle Verabschiedung Oeynhausens. Er drängte auf die Anwesenheit des Reichsinnenministers oder wenigstens seines Staatssekretärs bei der offiziellen Feier und sorgte dafür, dass Oeynhausen für die Verleihung des Goldenen Parteiabzeichens und die Verleihung der Ehrenbürgerwürde von Bad Oeynhausen vorgeschlagen wurde.
1943 wurde er Vereinsführer der Heilstätten Lippspringe (Auguste-Viktoria und des Cecilienstifts). Von 1945 bis 1947 wurde er im britischen Internierungslager Staumühle interniert. Im Entnazifizierungsverfahren im Jahr 1949 wurde er in die Kategorie IV (= Mitläufer) eingestuft.
Oeynhausen galt als überzeugter Nationalsozialist mit Verbindungen in die Berliner Parteispitze der NSDAP. Er beherbergte Adolf Hitler im Januar 1933 im legendären Lipper „Durchbruchswahlkampf“ als persönlichen Gast auf seinem Gut Grevenburg. Adolf von Oeynhausen schlug in seiner Amtszeit Heinrich Himmler die Wewelsburg als „Reichsführerschule der SS“ vor.

## Privates
Adolf von Oeynhausen war evangelisch-lutherischer Konfession, in erster Ehe mit Ursula von Arenstorff-Oyle liiert, 1919 geschieden. Aus dieser Ehe waren keine Kinder hervorgegangen. 1923 heiratete er in Hildesheim Elisabetha Emma Marie Irmelis Hedwig Hanna Jutta, geb. Höpfner, Tochter des Konteradmirals Wilhelm Höpfner (1861–1951). Das Paar hatte drei Söhne und zwei Töchter. Die Tochter Ulrike von Oeynhausen war Patenkind Adolf Hitlers. 1933 wurde Freiherr von Oeynhausen Ehrenbürger von Büren.
Adolf von Oeynhausen war seit 1913 Ehrenritter und seit 1927 Rechtsritter des Johanniterordens, Westfälische Genossenschaft. Ungeklärt bleibt sein zwischenzeitlicher Werdegang, da nach einer Scheidung zumeist der Austritt nahe lag. Auch seine weitere Mitgliedschaft ist vakant, da durch die Angehörigkeit in der NSDAP der Austritt durch den sogenannten Heß-Erlass ab 1938 obligat gewesen wäre, in den Johanniter-Ordensblättern und deren Nachweisungen bis 1940 keine direkte Verlautbarung dazu vorliegt.